# Макарово (сільське поселення село Тарутино)
Макарово (рос. Макарово) — присілок в Жуковському районі Калузької області Російської Федерації.
Населення становить 2 особи. Входить до складу муніципального утворення Село Тарутино.

## Історія
Від 2004 року входить до складу муніципального утворення Село Тарутино

## Населення
| 2002 | 2010 |
| ---- | ---- |
| 13   | ↘2   |